# Olympique Lyonnais 2012-2013
Questa voce raccoglie le informazioni riguardanti l'Olympique Lyonnais nelle competizioni ufficiali della stagione 2012-2013.

## Stagione
La mancata qualificazione alla Champions League costringe il Lione a privarsi di alcuni calciatori importanti, come Lloris, Cris, Cissokho, Källström ed Ederson.
I principali nuovi acquisti sono il difensore Biševac e i centrocampisti Malbranque e Mvuemba.
Il Lione conquista subito il primo trofeo stagionale: negli Stati Uniti batte ai calci di rigore i campioni di Francia del Montpellier, aggiudicandosi il settimo Trophée des champions della sua storia.
In campionato si delinea sin dall'inizio un duello a tre con Paris Saint-Germain e Marsiglia: all'undicesima giornata, approfittando della sconfitta casalinga del PSG contro il Saint-Étienne, il Lione batte il Bastia e si porta al comando solitario della classifica.
Una situazione destinata a durare fino allo scontro diretto con gli uomini di Ancelotti, i quali vincono la gara del Parc des Princes con un gol di Matuidi e operano l'aggancio al vertice insieme anche al Marsiglia, vittorioso in quel di Tolosa.
Al giro di boa le tre squadre sono prime a 38 punti e le rivali debitamente distanziate: nella prima giornata di ritorno è il Lione l'unico a vincere, ma non fa altrettanto nel turno successivo e viene riagganciato dal PSG, con il Marsiglia una sola lunghezza indietro.
Tra la 23ª e la 24ª giornata il PSG allunga a +6 sul Lione: la situazione resta pressoché invariata fino a Pasqua, quando il Lione perde in casa con il Sochaux e retrocede al terzo posto.
L'avanzare alle sue spalle di Saint-Étienne, Lilla e Nizza mette ansia al Lione, che infatti alla 31ª perde a Reims e scende al quarto posto, scavalcato dai cugini del Saint-Étienne.
Il Lione riprende la terza piazza nel turno successivo e non la lascerà più: i Gones si gettano all'inseguimento del Marsiglia, ma devono rinunciare alla speranza di arrivare secondi quando perdono nuovamente con il PSG, nella gara che consegna ai parigini il titolo dopo 19 anni.
La matematica certezza del terzo posto arriva solo all'ultima giornata: il Lione può così tornare a disputare la Champions League, anche se dovrà passare dai preliminari.
In questa stagione il Lione ha preso parte per la prima volta all'Europa League, anche se aveva già partecipato in nove occasioni alla vecchia Coppa UEFA: i francesi hanno potuto saltare la fase preliminare, grazie alla vittoria dell'ultima Coupe de France, accedendo direttamente alla fase a gironi.
Gli uomini di Garde sono stati inseriti nel gruppo I con gli spagnoli dell'Athletic Bilbao, i cechi dello Sparta Praga e gli israeliani dell'Ironi Shmona.
Il girone viene superato brillantemente con cinque vittorie e un pareggio a Praga, quando peraltro la qualificazione era già in cassaforte.
Sulla strada che porta al trofeo il Lione trova però un avversario tosto già ai sedicesimi: il Tottenham di Villas-Boas.
Gli inglesi vincono la partita di andata 2-1 grazie alla doppietta di Bale, con il gol segnato in trasferta da Umtiti che fa ben sperare in vista del ritorno: alla Gerland il Lione ribalta le sorti della doppia sfida a proprio favore con la rete di Gonalons, ma il pareggio di Dembélé allo scoccare del 90º elimina i francesi.
Sono fugaci le apparizioni del Lione nelle altre due competizioni nazionali, dove in entrambe viene eliminato al primo incontro: ha del clamoroso la sconfitta ai rigori contro i dilettanti dell'Épinal in Coupe de France, mentre nella Coupe de la Ligue i Gones si devono arrendere al Nizza.

## Maglie e sponsor
Gli sponsor tecnici per la stagione 2012-2013 sono Hyundai (Ligue 1 e coppe nazionali) e Veolia Environnement (Europa League), mentre lo sponsor ufficiale è Adidas. La prima maglia è bianca con una banda trasversale blu e rossa, calzoncini e calzettoni bianchi. La seconda maglia è blu con risvolti rossi, calzoncini blu e calzettoni rossi. La terza maglia è nera con una V grigia, calzoncini e calzettoni neri.
| Casa | Trasferta | Terza Divisa |

## Organigramma societario
Area direttiva
- Presidente: Jean-Michel Aulas
- Consigliere: Bernard Lacombe
- Finanze: Emmanuelle Sarrabay
- Contabilità: Didier Kermarrec
- Comunicazione: Olivier Blanc
- Marketing: Vincent-Baptiste Closon
- Settore giovanile: Sthéphane Roche
- Coordinatore sportivo: Guy Genet
- Ufficio stampa: Pierre Bideau
- Ambasciatore: Sonny Anderson

Area tecnica
- Allenatore: Rémi Garde
- Allenatore in seconda: Bruno Genesio
- Preparatore degli attaccanti: Gérald Baticle
- Preparatore dei portieri: Joël Bats
- Medico sociale: Emmanuel Ohrant
- Fisioterapisti: Sylvain Rousseau, Patrick Perret, Abdeljelil Redissi
- Fitness: Robert Duverne
- Direttori generali: Guy Genet, Jérôme Renaud

## Rosa
| N. |                         | Ruolo | Calciatore          |
| -- | ----------------------- | ----- | ------------------- |
| 1  | Francia (bandiera)      | P     | Hugo Lloris         |
| 2  | Francia (bandiera)      | D     | Medhi Zeffane       |
| 3  | Brasile (bandiera)      | D     | Cris                |
| 4  | Burkina Faso (bandiera) | D     | Bakary Koné         |
| 5  | Croazia (bandiera)      | D     | Dejan Lovren        |
| 6  | Francia (bandiera)      | C     | Gueïda Fofana       |
| 7  | Francia (bandiera)      | C     | Clément Grenier     |
| 8  | Francia (bandiera)      | C     | Yoann Gourcuff      |
| 9  | Argentina (bandiera)    | A     | Lisandro            |
| 10 | Francia (bandiera)      | A     | Alexandre Lacazette |
| 11 | Brasile (bandiera)      | C     | Michel Bastos       |
| 12 | Francia (bandiera)      | C     | Jordan Ferri        |
| 13 | Francia (bandiera)      | C     | Anthony Réveillère  |
| 14 | Francia (bandiera)      | D     | Mouhamadou Dabo     |
| 15 | Serbia (bandiera)       | D     | Milan Biševac       |
| 16 | Portogallo (bandiera)   | P     | Anthony Lopes       |
| 17 | Francia (bandiera)      | C     | Steed Malbranque    |
| 18 | Francia (bandiera)      | A     | Bafétimbi Gomis     |
| 19 | Francia (bandiera)      | C     | Jimmy Briand        |

| N. |                      | Ruolo | Calciatore          |
| -- | -------------------- | ----- | ------------------- |
| 20 | Francia (bandiera)   | D     | Aly Cissokho        |
| 20 | Argentina (bandiera) | D     | Fabián Monzón       |
| 21 | Francia (bandiera)   | C     | Maxime Gonalons     |
| 22 | Mali (bandiera)      | C     | Sidy Koné           |
| 23 | Francia (bandiera)   | D     | Samuel Umtiti       |
| 24 | Francia (bandiera)   | C     | Jérémy Pied         |
| 25 | Francia (bandiera)   | A     | Yassine Benzia      |
| 27 | Francia (bandiera)   | A     | Alassane Pléa       |
| 28 | Francia (bandiera)   | C     | Arnold Mvuemba      |
| 30 | Francia (bandiera)   | P     | Rémy Vercoutre      |
| 31 | Francia (bandiera)   | C     | Rachid Ghezzal      |
| 33 | Francia (bandiera)   | C     | Fares Bahlouli      |
| 36 | Francia (bandiera)   | A     | Harry Novillo       |
| 39 | Francia (bandiera)   | D     | Mahamadou-Naby Sarr |
| 40 | Francia (bandiera)   | C     | Mathieu Gorgelin    |
| 46 | Francia (bandiera)   | D     | Loïc Abenzoar       |
| 50 | Francia (bandiera)   | A     | Anthony Martial     |
| 55 | Francia (bandiera)   | D     | Loïc Abenzoar       |
| 84 | Camerun (bandiera)   | A     | Clinton N'Jie       |

## Calciomercato

### Sessione estiva(dall'1/07 al 31/08)
| Acquisti | Acquisti         | Acquisti            | Acquisti                    |
| R.       | Nome             | da                  | Modalità                    |
| -------- | ---------------- | ------------------- | --------------------------- |
| P        | Mathieu Gorgelin | Red Star            | fine prestito               |
| D        | Loïc Abenzoar    | Vannes              | fine prestito               |
| D        | Milan Biševac    | Paris Saint-Germain | definitivo (2,75 milioni €) |
| D        | Fabián Monzón    | Nizza               | definitivo (3 milioni €)    |
| C        | Steed Malbranque |                     | svincolato                  |
| C        | Arnold Mvuemba   | Lorient             | definitivo (3 milioni €)    |
| C        | Enzo Reale       | Boulogne            | fine prestito               |
| A        | Ishak Belfodil   | Bologna             | fine prestito               |
| A        | Harry Novillo    | Le Havre            | fine prestito               |

| Cessioni | Cessioni               | Cessioni      | Cessioni                    |
| R.       | Nome                   | a             | Modalità                    |
| -------- | ---------------------- | ------------- | --------------------------- |
| P        | Théo Defourny          | Rouen         | prestito                    |
| P        | Hugo Lloris            | Tottenham     | definitivo (15 milioni €)   |
| P        | Mathieu Valverde       |               | svincolato                  |
| D        | Aly Cissokho           | Valencia      | definitivo (6 milioni €)    |
| D        | Cris                   | Galatasaray   | definitivo (1,25 milioni €) |
| D        | Hamdan Al Kamali       | Al-Wahda      | fine prestito               |
| D        | Sébastien Faure        |               | svincolato                  |
| D        | Thomas Fontaine        |               | svincolato                  |
| D        | Timothée Kolodziejczak |               | svincolato                  |
| D        | John Mensah            |               | svincolato                  |
| D        | Nicolas Seguin         |               | svincolato                  |
| C        | Ederson                |               | svincolato                  |
| C        | Kim Källström          | Spartak Mosca | definitivo (3 milioni €)    |
| C        | Enzo Reale             | Lorient       | definitivo (1 milione €)    |
| A        | Ishak Belfodil         | Parma         | definitivo (3,5 milioni €)  |
| A        | Jérémy Pied            | Nizza         | definitivo (3 milioni €)    |
| A        | Yannis Tafer           |               | svincolato                  |
| A        | Mohamed Yattara        | Troyes        | prestito                    |

### Sessione invernale(dall'1/01 al 31/01)
| Cessioni | Cessioni      | Cessioni        | Cessioni                         |
| R.       | Nome          | a               | Modalità                         |
| -------- | ------------- | --------------- | -------------------------------- |
| D        | Fabián Monzón | Fluminense      | prestito con diritto di riscatto |
| C        | Michel Bastos | Schalke 04      | prestito con diritto di riscatto |
| C        | Sidy Koné     | Caen            | prestito                         |
| A        | Harry Novillo | Gazélec Ajaccio | prestito                         |

## Risultati

### Ligue 1

#### Girone di andata
| Arbitro: | Nicolas Rainville |

|  |           |              |
|  | Marcatori | 16’ Gourcuff |

| Arbitro: | Benoît Millot |

|                                          |           |              |
| Gomis 51’, 90+3’ Bastos 65’ Lisandro 89’ | Marcatori | 47’ Bahebeck |

| Arbitro: | Lionel Jaffredo |

|             |           |            |
| Barbosa 56’ | Marcatori | 74’ Bastos |

| Arbitro: | Fredy Fautrel |

|                                  |           |                   |
| Bastos 18’ Gomis 21’ Grenier 66’ | Marcatori | 12’ Gil 76’ Pujol |

| Arbitro: | Bartolomeu Varela |

|                         |           |  |
| Lovren 25’ Lisandro 75’ | Marcatori |  |

| Arbitro: | Clément Turpin |

|         |           |              |
| Roux 7’ | Marcatori | 80’ Lisandro |

| Arbitro: | Laurent Duhamel |

|  |           |                             |
|  | Marcatori | 65’ Trémoulinas 82’ Diabaté |

| Arbitro: | Saïd Ennjimi |

|               |           |           |
| Aliadière 47’ | Marcatori | 23’ Gomis |

| Arbitro: | Amaury Delerue |

|           |           |  |
| Gomis 57’ | Marcatori |  |

| Arbitro: | Clément Turpin |

|          |           |                                          |
| Rémy 77’ | Marcatori | 3’ (rig.), 34’, 72’ Gomis 48’ Malbranque |

| Arbitro: | Fredy Fautrel |

|                                                                                    |           |                       |
| Gonalons 5’ Lacazette 26’ Lisandro 56’ (rig.) Briand 90+3’ Malbranque 90+5’ (rig.) | Marcatori | 28’ Khazri 32’ Rothen |

| Arbitro: | Antony Gautier |

|            |           |              |
| Privat 71’ | Marcatori | 24’ Gonalons |

| Arbitro: | Benoît Millot |

|                                         |           |  |
| Weber 43’ (aut.) Gomis 73’ Lisandro 90’ | Marcatori |  |

| Arbitro: | Philippe Kalt |

|                                  |           |  |
| Ben Yedder 50’, 87’ Capoue 90+1’ | Marcatori |  |

| Arbitro: | Lionel Jaffredo |

|           |           |  |
| Gomis 26’ | Marcatori |  |

| Arbitro: | Tony Chapron |

|  |           |            |
|  | Marcatori | 65’ Bastos |

| Arbitro: | Jean-Charles Cailleux |

|            |           |            |
| Bastos 83’ | Marcatori | 74’ Lotiès |

| Arbitro: | Antony Gautier |

|               |           |  |
| Matuidi 45+2’ | Marcatori |  |

| Arbitro: | Amaury Delerue |

|                                              |           |  |
| Lisandro 40’ Réveillère 56’ Gomis 77’ (rig.) | Marcatori |  |

#### Girone di ritorno
| Arbitro: | Olivier Thual |

|           |           |                         |
| Nivet 38’ | Marcatori | 11’ Gonalons 75’ Umtiti |

| Lione 18 gennaio 2013, ore 20:30 CET 21ª giornata | O. Lione     | 0 – 0 referto | Evian TG | Stade de Gerland (30.813 spett.)\| Arbitro: \| Ruddy Buquet \| |
| Arbitro:                                          | Ruddy Buquet |               |          |                                                                |

| Arbitro: | Clément Turpin |

|  |           |                     |
|  | Marcatori | 8’ Fofana 28’ Gomis |

| Arbitro: | Lionel Jaffredo |

|                                         |           |               |
| Belghazouani 57’ Mutu 65’, 90+2’ (rig.) | Marcatori | 53’ Lacazette |

| Arbitro: | Laurent Duhamel |

|                     |           |                                   |
| Lisandro 57’ (rig.) | Marcatori | 28’ Chedjou 45’ Balmont 50’ Kalou |

| Arbitro: | Nicolas Rainville |

|  |           |                                                  |
|  | Marcatori | 15’, 73’ (rig.) Grenier 65’ Fofana 75’ Lacazette |

| Arbitro: | Philippe Kalt |

|                                        |           |               |
| Lisandro 24’ Ghezzal 50’ Mvuemba 90+2’ | Marcatori | 11’ Aliadière |

| Arbitro: | Saïd Ennjimi |

|           |           |                    |
| Chafni 8’ | Marcatori | 53’ (aut.) Makonda |

| Lione 10 marzo 2013, ore 21:00 CET 28ª giornata | O. Lione       | 0 – 0 referto | O. Marsiglia | Stade de Gerland (38.819 spett.)\| Arbitro: \| Clément Turpin \| |
| Arbitro:                                        | Clément Turpin |               |              |                                                                  |

| Arbitro: | Laurent Duhamel |

|                                         |           |              |
| Thauvin 45’, 61’ Modeste 56’ Khazri 87’ | Marcatori | 54’ Lisandro |

| Arbitro: | Benoît Millot |

|                  |           |                     |
| Gomis 68’ (rig.) | Marcatori | 50’ Sio 88’ Bakambu |

| Arbitro: | Olivier Thual |

|                       |           |  |
| Krychowiak 53’ (rig.) | Marcatori |  |

| Arbitro: | Nicolas Rainville |

|                               |           |                |
| Grenier 8’ Koné 49’ Gomis 63’ | Marcatori | 28’ Ben Yedder |

| Arbitro: | Sébastien Moreira |

|              |           |                            |
| Belhanda 41’ | Marcatori | 29’ Lisandro 90+3’ Grenier |

| Arbitro: | Laurent Duhamel |

|              |           |           |
| Gourcuff 54’ | Marcatori | 29’ Zouma |

| Arbitro: | Lionel Jaffredo |

|  |           |                             |
|  | Marcatori | 48’, 89’ Gomis 80’ Gourcuff |

| Arbitro: | Stéphane Lannoy |

|  |           |           |
|  | Marcatori | 53’ Ménez |

| Arbitro: | Clément Turpin |

|                      |           |             |
| Cvitanich 47’ (rig.) | Marcatori | 76’ Grenier |

| Arbitro: | Philippe Kalt |

|                                 |           |  |
| Lisandro 23’ (rig.) Grenier 69’ | Marcatori |  |

### Coupe de France
| Arbitro: | Philippe Kalt |

|                                     |                      |                                          |
| Boubaya 10’, 13’ Focki 76’          | Marcatori            | 15’ Gomis 20’ Fofana 61’ (rig.) Lisandro |
| Cheré Chouleur Do Doukoure Diedhiou | Tiri di rigore 4 – 2 | Bastos Fofana B. Koné Lisandro           |

### Coupe de la Ligue
| Arbitro: | Nicolas Rainville |

|                                   |           |          |
| Eysseric 6’ Traoré 9’ Civelli 15’ | Marcatori | 7’ Gomis |

### Europa League

#### Fase a gironi
| Arbitro: | Serhiy Boiko |

|                        |           |            |
| Gomis 59’ Lisandro 62’ | Marcatori | 77’ Krejčí |

| Arbitro: | Artur Soares |

|                                    |           |                                             |
| Abuhatzira 7’, 66’ (rig.) Levi 51’ | Marcatori | 17’, 90+2’ Fofana 22’ Monzón 31’ Réveillère |

| Arbitro: | Andre Marriner |

|                         |           |           |
| Lisandro 54’ Briand 86’ | Marcatori | 79’ Gómez |

| Arbitro: | Pol van Boekel |

|                               |           |                                        |
| Herrera 48’ Aduriz 55’ (rig.) | Marcatori | 22’ Gomis 45+1’ Gourcuff 63’ Lacazette |

| Arbitro: | Anastassios Kakos |

|              |           |            |
| Hušbauer 53’ | Marcatori | 46’ Benzia |

| Arbitro: | Halis Özkahya |

|                     |           |  |
| Sarr 15’ Benzia 58’ | Marcatori |  |

#### Fase finale
| Arbitro: | Pedro Proença |

|                 |           |            |
| Bale 45’, 90+3’ | Marcatori | 55’ Umtiti |

| Arbitro: | Wolfgang Stark |

|              |           |             |
| Gonalons 17’ | Marcatori | 90’ Dembélé |

### Trophée des champions
| Arbitro: | Jorge Gonzalez |

|                                       |                      |                                       |
| Utaka 27’ Herrera 55’ (rig.)          | Marcatori            | 44’ Gomis 77’ Briand                  |
| Charbonnier Camara Bedimo Yanga-Mbiwa | Tiri di rigore 2 – 4 | Fofana Cissokho B. Koné Benzia Briand |

## Statistiche

### Statistiche di squadra
| Competizione          | Punti | In casa | In casa | In casa | In casa | In casa | In casa | In trasferta | In trasferta | In trasferta | In trasferta | In trasferta | In trasferta | Totale | Totale | Totale | Totale | Totale | Totale | DR  |
| Competizione          | Punti | G       | V       | N       | P       | Gf      | Gs      | G            | V            | N            | P            | Gf           | Gs           | G      | V      | N      | P      | Gf     | Gs     | DR  |
| --------------------- | ----- | ------- | ------- | ------- | ------- | ------- | ------- | ------------ | ------------ | ------------ | ------------ | ------------ | ------------ | ------ | ------ | ------ | ------ | ------ | ------ | --- |
| Ligue 1               | 67    | 19      | 11      | 4       | 4       | 34      | 17      | 19           | 8            | 6            | 5            | 27           | 21           | 38     | 19     | 10     | 9      | 61     | 38     | +23 |
| Coupe de France       | -     | -       | -       | -       | -       | -       | -       | 1            | 0            | 0            | 1            | 3            | 3            | 1      | 0      | 0      | 1      | 3      | 3      | 0   |
| Coupe de la Ligue     | -     | -       | -       | -       | -       | -       | -       | 1            | 0            | 0            | 1            | 1            | 3            | 1      | 0      | 0      | 1      | 1      | 3      | -2  |
| Europa League         | -     | 4       | 3       | 1       | 0       | 7       | 3       | 4            | 2            | 1            | 1            | 9            | 8            | 8      | 5      | 2      | 1      | 16     | 11     | +5  |
| Trophée des champions | -     | -       | -       | -       | -       | -       | -       | -            | -            | -            | -            | -            | -            | 1      | 0      | 1      | 0      | 2      | 2      | 0   |
| Totale                | -     | 23      | 14      | 5       | 4       | 41      | 20      | 25           | 10           | 7            | 8            | 40           | 35           | 49     | 24     | 13     | 12     | 83     | 57     | +26 |

### Statistiche dei giocatori
| Giocatore     | Ligue 1  | Ligue 1 | Ligue 1     | Ligue 1    | Coupe de France Coupe de la Ligue | Coupe de France Coupe de la Ligue | Coupe de France Coupe de la Ligue | Coupe de France Coupe de la Ligue | Europa League | Europa League | Europa League | Europa League | Trophée des champions | Trophée des champions | Trophée des champions | Trophée des champions | Totale   | Totale | Totale      | Totale     |
| Giocatore     | Presenze | Reti    | Ammonizioni | Espulsioni | Presenze                          | Reti                              | Ammonizioni                       | Espulsioni                        | Presenze      | Reti          | Ammonizioni   | Espulsioni    | Presenze              | Reti                  | Ammonizioni           | Espulsioni            | Presenze | Reti   | Ammonizioni | Espulsioni |
| ------------- | -------- | ------- | ----------- | ---------- | --------------------------------- | --------------------------------- | --------------------------------- | --------------------------------- | ------------- | ------------- | ------------- | ------------- | --------------------- | --------------------- | --------------------- | --------------------- | -------- | ------ | ----------- | ---------- |
| L. Abenzoar   | -        | -       | -           | -          | -                                 | -                                 | -                                 | -                                 | 0             | 0             | 0             | 0             | -                     | -                     | -                     | -                     | 0        | 0      | 0           | 0          |
| F. Bahlouli   | 1        | 0       | 0           | 0          | -                                 | -                                 | -                                 | -                                 | -             | -             | -             | -             | -                     | -                     | -                     | -                     | 1        | 0      | 0           | 0          |
| M. Bastos     | 12       | 5       | 0           | 0          | 1+0                               | 0                                 | 0                                 | 0                                 | 1             | 0             | 0             | 0             | 0                     | 0                     | 0                     | 0                     | 14       | 5      | 0           | 0          |
| Y. Benzia     | 16       | 0       | 4           | 0          | 0                                 | 0                                 | 0                                 | 0                                 | 3             | 2             | 0             | 0             | 1                     | 0                     | 0                     | 0                     | 20       | 2      | 4           | 0          |
| M. Biševac    | 30       | 0       | 3           | 1          | 1+1                               | 0                                 | 0+2                               | 0+1                               | 4             | 0             | 1             | 0             | -                     | -                     | -                     | -                     | 36       | 0      | 6           | 2          |
| J. Briand     | 15       | 1       | 1           | 0          | 1+0                               | 0                                 | 0                                 | 0                                 | 3             | 1             | 0             | 0             | 1                     | 1                     | 0                     | 0                     | 20       | 3      | 1           | 0          |
| A. Cissokho   | 2        | 0       | 0           | 0          | -                                 | -                                 | -                                 | -                                 | -             | -             | -             | -             | 1                     | 0                     | 0                     | 0                     | 3        | 0      | 0           | 0          |
| Cris          | 2        | 0       | 0           | 0          | -                                 | -                                 | -                                 | -                                 | -             | -             | -             | -             | 1                     | 0                     | 0                     | 0                     | 3        | 0      | 0           | 0          |
| M. Dabo       | 30       | 0       | 3           | 1          | 1+1                               | 0                                 | 0+1                               | 0                                 | 1             | 0             | 0             | 0             | 1                     | 0                     | 0                     | 0                     | 34       | 0      | 4           | 1          |
| J. Ferri      | 7        | 0       | 0           | 0          | 0                                 | 0                                 | 0                                 | 0                                 | 3             | 0             | 0             | 0             | 0                     | 0                     | 0                     | 0                     | 10       | 0      | 0           | 0          |
| G. Fofana     | 27       | 2       | 8           | 0          | 1+1                               | 0                                 | 0                                 | 0                                 | 8             | 2             | 2             | 0             | 1                     | 0                     | 0                     | 0                     | 38       | 4      | 10          | 0          |
| R. Ghezzal    | 14       | 1       | 2           | 0          | 1+1                               | 0                                 | 0                                 | 0                                 | 4             | 0             | 0             | 0             | 0                     | 0                     | 0                     | 0                     | 20       | 1      | 2           | 0          |
| B. Gomis      | 38       | 16      | 1           | 0          | 1+1                               | 0+1                               | 0                                 | 0                                 | 5             | 2             | 1             | 0             | 1                     | 1                     | 0                     | 0                     | 46       | 20     | 2           | 0          |
| M. Gonalons   | 35       | 3       | 11          | 1          | 1+0                               | 0                                 | 1+0                               | 0                                 | 6             | 1             | 3             | 0             | 1                     | 0                     | 0                     | 0                     | 43       | 4      | 15          | 1          |
| Y. Gourcuff   | 18       | 3       | 3           | 0          | 0+1                               | 0                                 | 0                                 | 0                                 | 3             | 1             | 1             | 0             | 1                     | 0                     | 0                     | 0                     | 23       | 4      | 4           | 0          |
| C. Grenier    | 28       | 7       | 5           | 0          | 0                                 | 0                                 | 0                                 | 0                                 | 5             | 0             | 0             | 0             | 0                     | 0                     | 0                     | 0                     | 33       | 7      | 5           | 0          |
| B. Koné       | 14       | 1       | 5           | 0          | 1+1                               | 0                                 | 1+1                               | 0                                 | 5             | 0             | 2             | 0             | 1                     | 0                     | 0                     | 0                     | 22       | 1      | 9           | 0          |
| S. Koné       | 0        | 0       | 0           | 0          | 0                                 | 0                                 | 0                                 | 0                                 | 1             | 0             | 0             | 0             | 0                     | 0                     | 0                     | 0                     | 1        | 0      | 0           | 0          |
| A. Lacazette  | 31       | 3       | 0           | 0          | 0                                 | 0                                 | 0                                 | 0                                 | 5             | 1             | 1             | 0             | 1                     | 0                     | 1                     | 0                     | 37       | 4      | 2           | 0          |
| Lisandro      | 31       | 11      | 2           | 0          | 1+1                               | 0                                 | 1+0                               | 0                                 | 6             | 2             | 0             | 0             | 0                     | 0                     | 0                     | 0                     | 39       | 13     | 3           | 0          |
| H. Lloris     | 2        | -2      | 0           | 0          | -                                 | -                                 | -                                 | -                                 | -             | -             | -             | -             | 1                     | -2                    | 0                     | 0                     | 3        | -4     | 0           | 0          |
| A. Lopes      | 5        | -3      | 0           | 0          | 0+1                               | 0-3                               | 0                                 | 0                                 | 1             | 0             | 0             | 0             | 0                     | 0                     | 0                     | 0                     | 7        | -3     | 0           | 0          |
| D. Lovren     | 18       | 1       | 4           | 3          | 0+1                               | 0                                 | 0                                 | 0                                 | 5             | 0             | 1             | 0             | 0                     | 0                     | 0                     | 0                     | 24       | 1      | 5           | 3          |
| S. Malbranque | 31       | 2       | 5           | 0          | 1+1                               | 0                                 | 0                                 | 0                                 | 6             | 0             | 0             | 0             | -                     | -                     | -                     | -                     | 39       | 2      | 5           | 0          |
| A. Martial    | 3        | 0       | 1           | 0          | -                                 | -                                 | -                                 | -                                 | 1             | 0             | 0             | 0             | 0                     | 0                     | 0                     | 0                     | 4        | 0      | 1           | 0          |
| F. Monzón     | 5        | 0       | 0           | 0          | 0+1                               | 0                                 | 0+1                               | 0                                 | 6             | 1             | 1             | 0             | -                     | -                     | -                     | -                     | 12       | 1      | 2           | 0          |
| A. Mvuemba    | 17       | 1       | 0           | 0          | 0+1                               | 0                                 | 0                                 | 0                                 | 0             | 0             | 0             | 0             | -                     | -                     | -                     | -                     | 18       | 1      | 0           | 0          |
| H. Novillo    | 0        | 0       | 0           | 0          | 0                                 | 0                                 | 0                                 | 0                                 | 2             | 0             | 0             | 0             | 0                     | 0                     | 0                     | 0                     | 2        | 0      | 0           | 0          |
| C. Njie       | 4        | 0       | 0           | 0          | -                                 | -                                 | -                                 | -                                 | 0             | 0             | 0             | 0             | 0                     | 0                     | 0                     | 0                     | 4        | 0      | 0           | 0          |
| J. Pied       | 1        | 0       | 2           | 0          | -                                 | -                                 | -                                 | -                                 | -             | -             | -             | -             | 0                     | 0                     | 0                     | 0                     | 1        | 0      | 2           | 0          |
| A. Plea       | 1        | 0       | 0           | 0          | -                                 | -                                 | -                                 | -                                 | 2             | 0             | 0             | 0             | -                     | -                     | -                     | -                     | 3        | 0      | 0           | 0          |
| A. Réveillère | 27       | 1       | 1           | 0          | 1+0                               | 0                                 | 0                                 | 0                                 | 7             | 1             | 0             | 0             | 1                     | 0                     | 0                     | 0                     | 36       | 2      | 1           | 0          |
| M. Sarr       | -        | -       | -           | -          | -                                 | -                                 | -                                 | -                                 | 1             | 1             | 0             | 0             | -                     | -                     | -                     | -                     | 1        | 1      | 0           | 0          |
| S. Umtiti     | 26       | 1       | 5           | 0          | 0                                 | 0                                 | 0                                 | 0                                 | 6             | 1             | 2             | 0             | 0                     | 0                     | 0                     | 0                     | 32       | 2      | 7           | 0          |
| R. Vercoutre  | 31       | -33     | 2           | 0          | 1+0                               | -3-0                              | 0                                 | 0                                 | 7             | -11           | 0             | 0             | 0                     | 0                     | 0                     | 0                     | 39       | -47    | 2           | 0          |
| M. Zeffane    | 0        | 0       | 0           | 0          | 0                                 | 0                                 | 0                                 | 0                                 | 1             | 0             | 0             | 0             | -                     | -                     | -                     | -                     | 1        | 0      | 0           | 0          |